# 258 v. Chr.
Portal Geschichte | Portal Biografien | Aktuelle Ereignisse | Jahreskalender | Tagesartikel

◄ |
4. Jahrhundert v. Chr. |
3. Jahrhundert v. Chr. |
2. Jahrhundert v. Chr. |
►

◄ | 270er v. Chr. | 260er v. Chr. | 250er v. Chr. | 240er v. Chr. |
230er v. Chr. |
►

◄◄ | ◄ | 261 v. Chr. | 260 v. Chr. | 259 v. Chr. | 258 v. Chr. |
257 v. Chr. |
256 v. Chr. |
255 v. Chr. |
► |
►►
Staatsoberhäupter

## Ereignisse

### Politik und Weltgeschehen
- Im Ersten Punischen Krieg gelingt den Römern unter Konsul Gaius Sulpicius Paterculus in der Schlacht bei Sulci (Südwest-Sardinien) ein kleinerer Seesieg über die Karthager.
- Die Römer greifen auf Sizilien die Karthager bei Panormus an und erobern Himera, Camarina, Enna und weitere sizilianische Städte.

### Religion
- um 258 v. Chr.: König Ashoka, der Regent der altindischen Dynastie der Maurya, konvertiert auf dem Höhepunkt seiner Macht zum Buddhismus.

## Gestorben
- Hannibal Gisko, karthagischer Heerführer